# Birch Hills n.º 460
Birch Hills n.º 460 es un municipio rural canadiense situado en la provincia de Saskatchewan.

## Superficie
Birch Hills n.º 460 tiene una superficie de 547,08 km².

## Demografía
En 2021, tenía 658 habitantes, una densidad poblacional de 1,2 hab./km², y 272 viviendas.